# Мандава
Мандава (англ. Mandawa? хинди मन्दवा) — город в округе Джхунджхуну индийского штата Раджастхан. Известен благодаря форту и росписям на стенах купеческих домов (хавели).

## География и история
Расположен в округе Джхунджхуну штата Раджастхан, в 190 километрах от административного центра штата, города Джайпур. В древности и средние века находился на непосредственно на Великом шёлковом пути. Основан в XVIII веке. В центре города находится старинная крепость, ныне преобразованная в отель. Мандава в настоящее время является одной из наиболее посещаемых туристических достопримечательностей Раджастхана. В городе сохраняются 92 украшенных яркими росписями по всему фасаду многоэтажных купеческих дома, возведённых здесь в XVIII—XIX столетиях, когда Мандава была крупным центром караванной торговли. Архитектурно обстроенный в 1850 году источник Харлака (Harlakha) по-прежнему используется в городском хозяйстве и является одной из достопримечательностей Мандавы. 

## Галерея

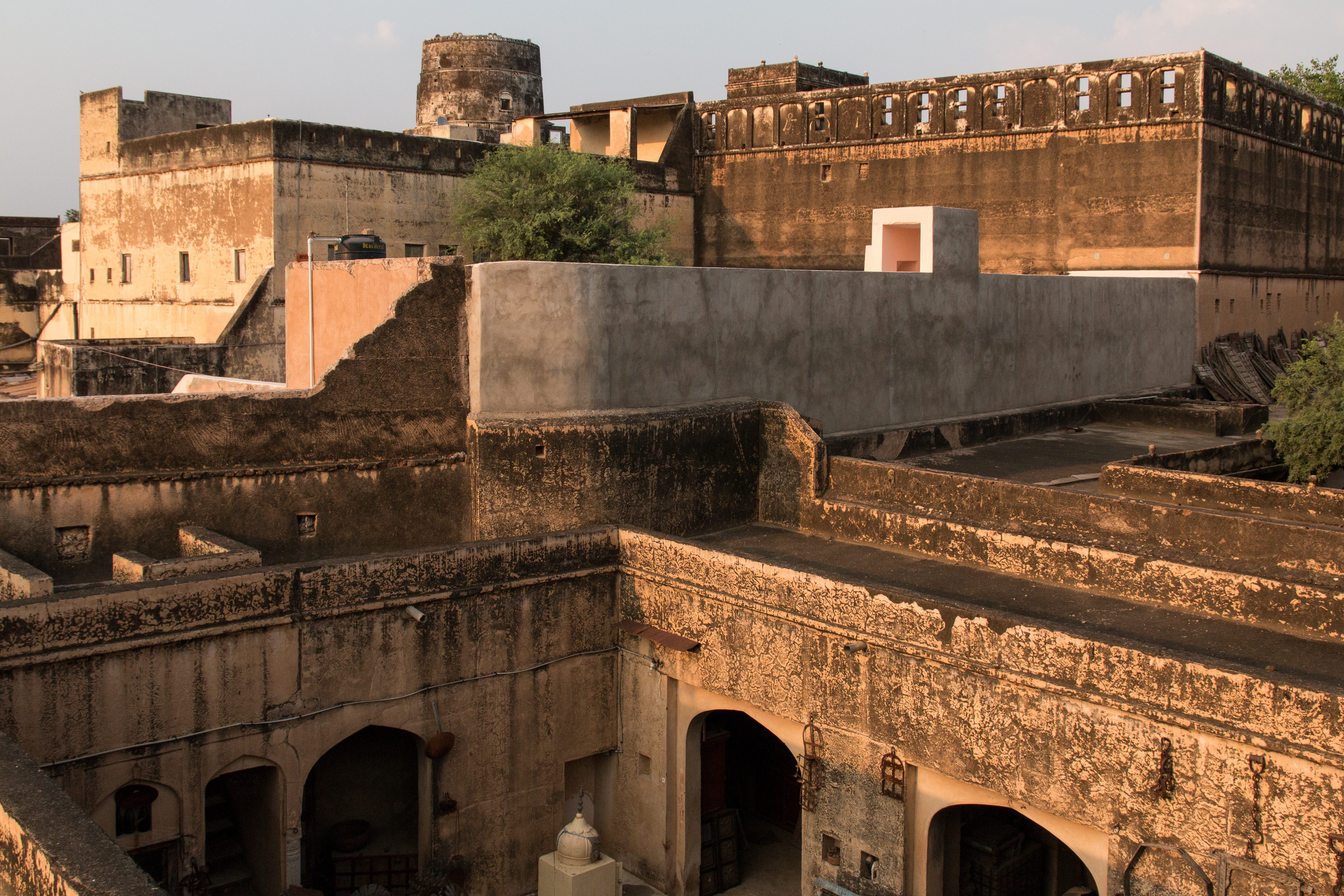
Вид на форт Мандавы
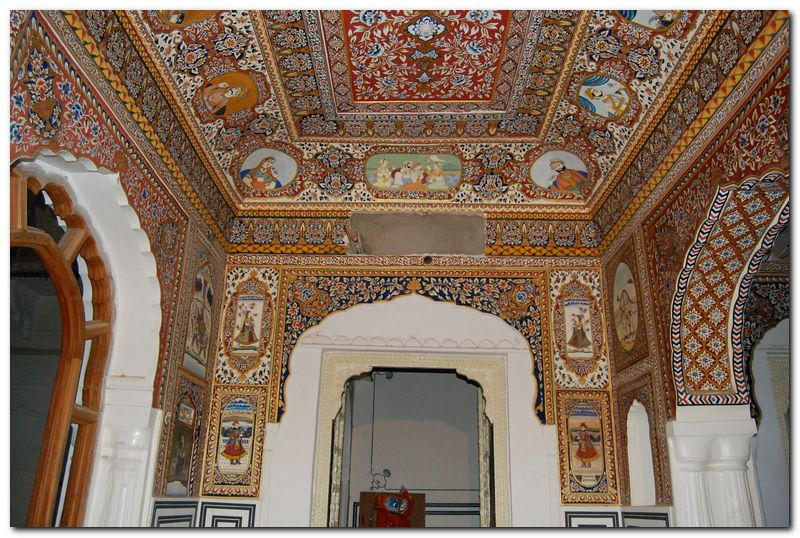
Внутренний интерьер форта
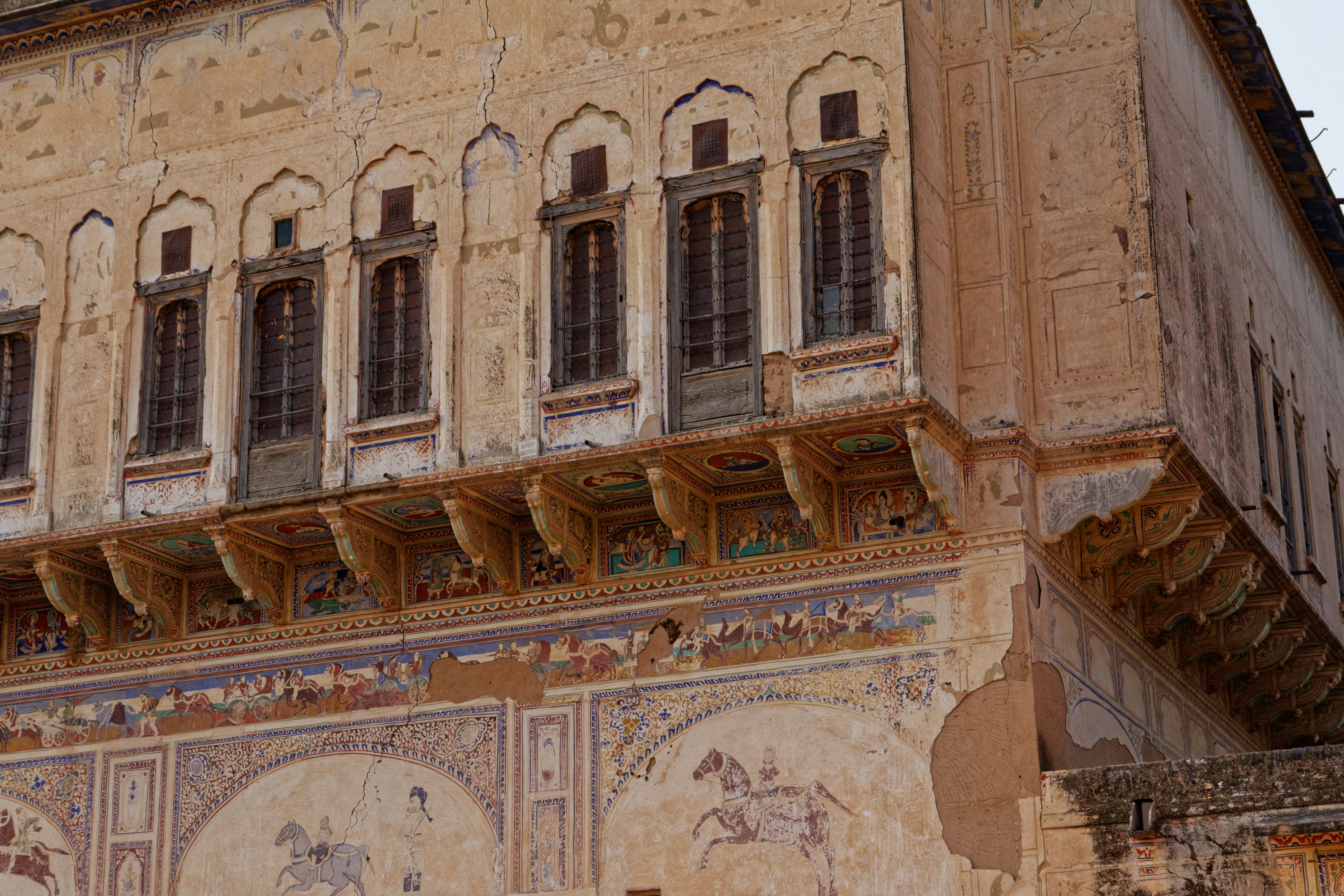
Росписи на домах Мандавы
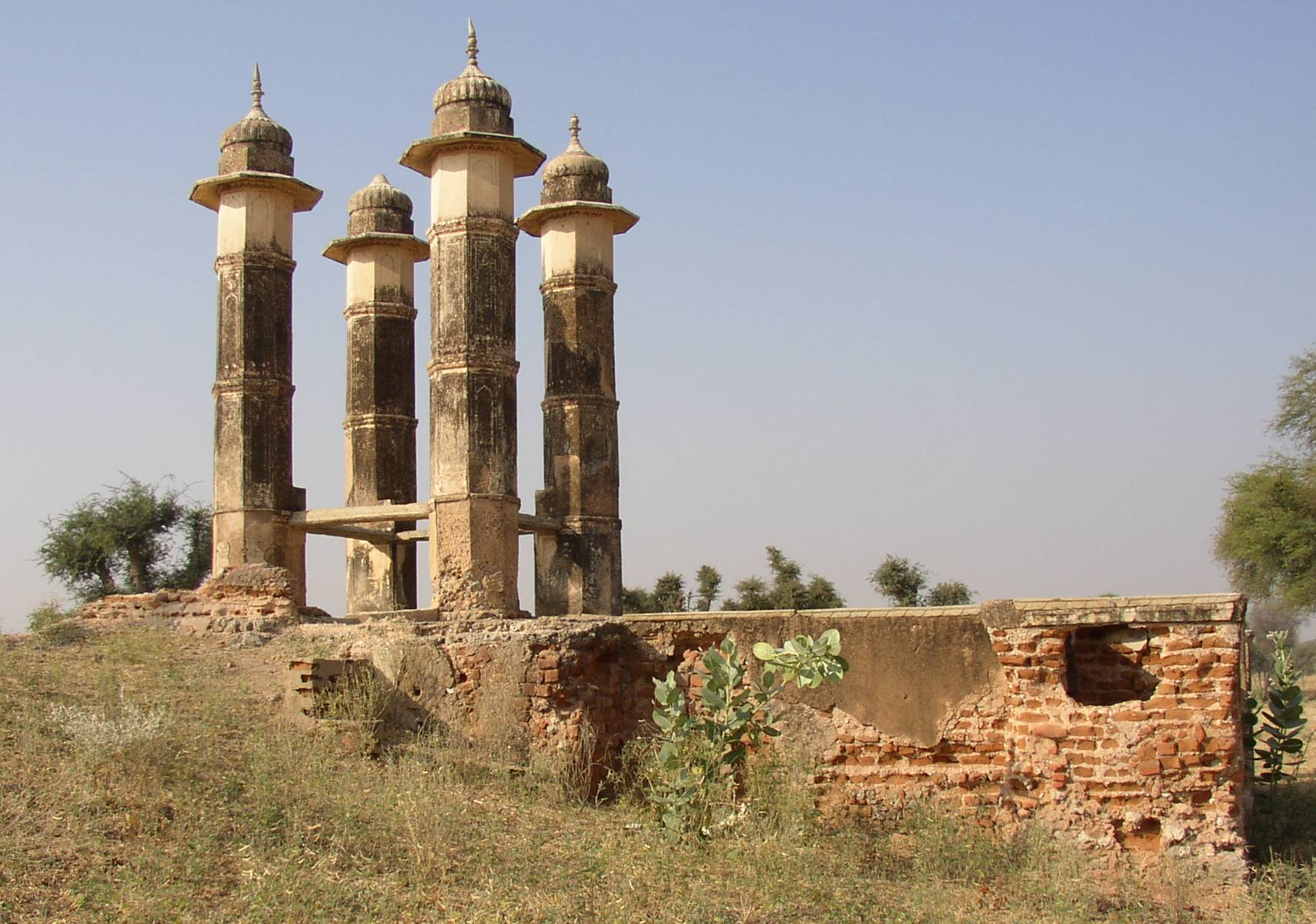
Источник Харлака